# Polychrysum
Polychrysum is een geslacht uit de composietenfamilie (Asteraceae) van één soort, die voorkomt in Afghanistan.

## Soorten
- Polychrysum tadshikorum (Kudr.) Kovalevsk.